# Epipocus rufitarsis
Epipocus rufitarsis is een keversoort uit de familie zwamkevers (Endomychidae). De wetenschappelijke naam van de soort werd in 1835 gepubliceerd door Louis Alexandre Auguste Chevrolat.